# Ceramiales
Ceramiales es un orden de alga roja (Rhodophyta) en la clase Florideophyceae.

## Familias
- Callithamniaceae Kützing, 1843.
- Ceramiaceae Dumortier, 1822.
- Dasyaceae Kützing, 1843.
- Delesseriaceae Bory, 1828.
- Rhodomelaceae J.E. Areschoug, 1847.
- Sarcomeniaceae Womersley, 2003.
- Spyridiaceae J. Agardh, 1851.
- Wrangeliaceae J. Agardh, 1851.
- Inkyuleeaceae H.-G. Choi, Kraft, H.-S. Kim, Guiry et G.W. Saunders, 2008.